# Gustavo Moscoso Ferrando
Gustavo Moscoso Ferrando (Cuenca, 24 de agosto de 1978) es un diseñador de modas ecuatoriano. Es considerado uno de los más importantes creativos de moda del país.
Cuenta con más de siete marcas de ropa y sus diseños han sido presentados en ciudades como Nueva York y París. En su mayoría, sus diseños han estado enfocados en el público masculino, aunque también ha creado colecciones para mujeres.

## Biografía

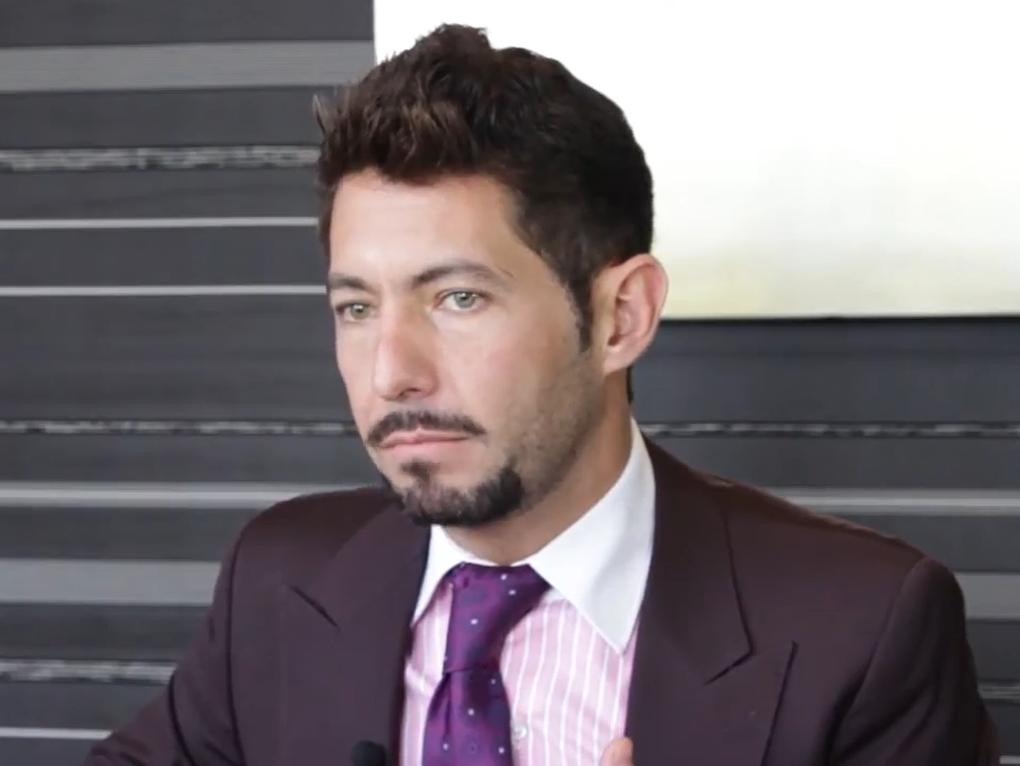
Gustavo Moscoso en 2014.

Nació el 24 de agosto de 1978 en Cuenca, provincia de Azuay. Realizó sus estudios primarios en Cuenca y luego se mudó a Estados Unidos, donde estudió en un internado. Regresó a Ecuador en 1996 tras la muerte de su padre y se hizo cargo de varios negocios familiares, entre ellos uno textil.
En 1997 organizó su primer desfile de modas, mientras que en 2001 lanzó su primera colección de ropa, bajo el nombre de ENVI. El primer desfile de esta colección se realizó el 7 de junio de 2001, fecha que Moscoso considera como el inicio de su carrera como diseñador de modas.
En los años siguientes empezó a ganar prestigio a nivel nacional y para 2004 vistió a varias reinas de belleza que visitaron el país para la edición de ese año de Miss Universo, que se desarrolló en Quito, entre ellas a las representantes de Ecuador, Finlandia, Francia y Etiopía. Al año siguiente sacó una marca de ropa masculina con su nombre.
Sus diseños fueron presentados durante dos temporadas en el New York Fashion Week en 2018 y 2019. También ha creado fragancias propias.

## Vida personal
Moscoso tiene una relación amorosa con Giancarlo Colón, a quien conoció en Nueva York, desde 2017 y ha vivido gran parte de su vida en Guayaquil y Samborondón.